# Den blodröda gardinen
Den blodröda gardinen (franska: Le Rideau cramoisi) är en fransk dramafilm från 1952 i regi av Alexandre Astruc.
Filmen baseras på Jules Barbey d'Aurevillys novell med samma namn.

## Utmärkelser
Filmen vann Louis Delluc-priset 1952.

## Rollista i urval
- Yves Furet - berättaren
- Jean-Claude Pascal - officeren
- Anouk Aimée - Albertine
- Jim Gérald - Albertines far
- Marguerite Garcya - Albertines mor